# Lasse Lindh

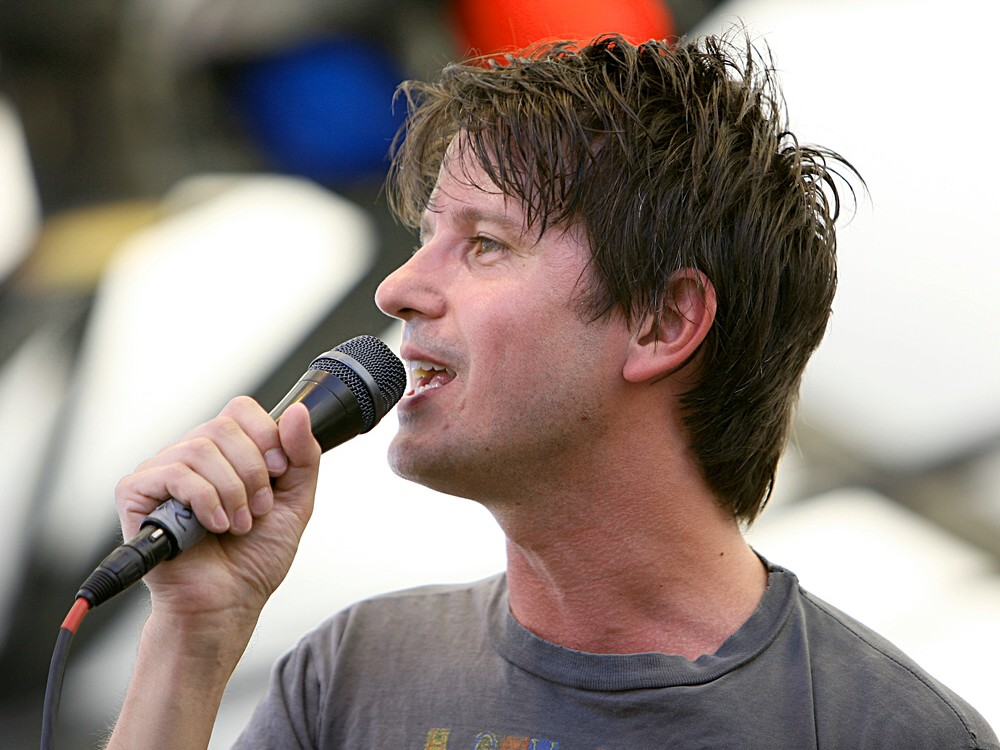
Lasse Lindh

Lasse Lindh (* 1974 in Malmö) ist ein schwedischer Indiepop-Musiker.

## Werdegang
Lasse Lindh gründete bereits mit 16 Jahren seine erste Band und war seitdem an zahlreichen Projekten beteiligt. Sein musikalisches Talent war offensichtlich so überzeugend, dass ihn EMI 1998 unter Vertrag nahm, sein Debütalbum Bra produzierte und vermarktete. Lindh enttäuschte die Erwartungen nicht und konnte drei Singles auskoppeln und in den schwedischen Charts platzieren. Dann aber wendete er sich von der Musikindustrie ab und ließ zwei Jahre lang nichts mehr von sich hören.
2001 wechselte er zum damals unbekannten Label Labrador Records und gründete zusammen mit Claes Björklund die Band Tribeca. Lindh lieferte das Songmaterial, das von Björklund anschließend aufbereitet und abgemischt wurde. Mit Tribeca brachte er 2002 Kate 97 und 2004 Dragon Down heraus, verfolgte aber auch gleichzeitig seine Soloprojekte weiter und veröffentlichte 2002 sein zweites Soloalbum You wake up at Sea Tac, das in der Indieszene gute Kritiken erhielt. Die nächsten Produktionen brachte Lindh 2006 und 2007 bei Groover Records wieder in schwedischer Sprache heraus.

## Trivia
- Claes Björklund, sein Partner bei Tribeca, produzierte 2002 auch You wake up at Sea Tac.
- Die Alben Lasse Lindh und Frozen Voice: The Best of Lasse Lindh sind nur in Fernost erschienen.
- Lindh hilft bei Labradorpartner Club 8 regelmäßig mit Backingvocals aus.
- Lindh nahm zwei Mal an der schwedischen Vorausscheidung Melodifestivalen zum Eurovision Song Contest teil: 2008 mit dem Song Du behöver aldrig mer vara rädd, 2009 mit dem Song Jag ska slåss i dina kvarter. Beide Male gelangte er aber nicht in das Melodifestivalen-Finale.

## Diskografie

### Alben
- 1998: Bra (EMI)
- 2002: You wake up at Sea Tac (Labrador)
- 2005: Lasse Lindh (T Entertainment)
- 2005: Frozen Voice: The Best of Lasse Lindh (T Entertainment)
- 2007: Jag tyckte jag var glad (Groover)
- 2008: Pool (Groover)
- 2009: Sparks (Groover)
- 2009: Svenska Hjärtan 05-09 (Groover)

### EPs
- 2001: Bruised (Labrador)
- 2006: Attica (Groover)

### Singles
- 2005: Svenska hjärtan (Groover)
- 2005: Sommarens sista smak (Groover)
- 2006: Radion spelar aldrig våran sång (Groover)
- 2006: Du skär (Groover)
- 2007: Varje litet steg (Groover)
- 2007: Ingen vind kan blåsa omkull oss nu (Groover)
- 2008: Du behöver aldrig mer vara rädd (Groover)
- 2008: Kom kampsång (Groover)
- 2008: Tunn (Groover)
- 2009: Jag ska slåss i dina kvarter (Groover)